# ヴァーツラフ・ピラシュ
ヴァーツラフ・ピラシュ（Václav Pilař, 1988年10月13日 - ）は、チェコ・フラデツ・クラーロヴェー州出身のサッカー選手。FCヴィクトリア・プルゼニ所属。ポジションはMF。元チェコ代表。

## 経歴
2006年からチェコのFCフラデツ・クラーロヴェーのユースチームでキャリアをスタートさせ、2010年にトップチーム昇格した。2011年にFCヴィクトリア・プルゼニにレンタル移籍した。2012年にVfLヴォルフスブルクに完全移籍した。
2013年にSCフライブルクにレンタル移籍。
2014年6月、再びFCヴィクトリア・プルゼニにレンタル移籍することが発表された。

## 代表歴
チェコ代表として各年代で招集されており、2011年にA代表デビューを果たした。11月11日、UEFA EURO 2012予選プレーオフのモンテネグロ代表戦で初ゴールを記録した。

## 個人成績

### 代表での得点
| #  | 日時           | 場所       | 相手         | スコア | 結果 | 大会                    |
| -- | -------------- | ---------- | ------------ | ------ | ---- | ----------------------- |
| 1. | 2011年11月11日 | プラハ     | モンテネグロ | 1–0    | 2–0  | EURO 2012予選プレーオフ |
| 2. | 2012年6月8日   | ヴロツワフ | ロシア       | 2–1    | 4–1  | EURO 2012               |
| 3. | 2012年6月12日  | ヴロツワフ | ギリシャ     | 0–2    | 1–2  | EURO 2012               |
| 4. | 2014年9月9日   | プラハ     | オランダ     | 2–1    | 2–1  | EURO 2016予選           |
| 5. | 2015年3月28日  | プラハ     | ラトビア     | 1–1    | 1–1  | EURO 2016予選           |